# 봉암초등학교 (대전)
봉암초등학교는 대한민국 대전광역시 유성구 궁동에 있는 공립 초등학교이다.

## 학교 연혁
- 1968년 12월 1일 봉암초등학교 설립인가(6개 교실 신축)
- 1969년 3월 4일 유성초등학교에서 분리 개교(7학급)
- 1982년 1월 21일 병설유치원 개설 승인(1학급)
- 1983년 12월 5일 행정구역 변경으로 대전시 편입
- 2008년 2월 19일 봉암 도서관(글벗방) 개관, 정보실 현대화 사업
- 2009년 9월 19일 봉암 영어실(English Learning Center) 개관
- 2015년 2월 13일 제45회 졸업(총 졸업생 수 2,558명)
- 2015년 3월 1일 2014학년도 6학급 편성(병설유치원 2학급 편성 : 특수학급 포함)
- 2017년 2월 17일 제47회 졸업 (총 졸업생 수 2,583명)
- 2017년 3월 1일 초등 7학급(특수1포함), 병설유치원 2학급(특수1포함) 편성

## 참고 자료
- 봉암초등학교 - 한국교육학술정보원 학교알리미